# Дејна (Ајова)
Дејна (енгл. Dana) град је у америчкој савезној држави Ајова. По попису становништва из 2010. у њему је живело 71 становника.

## Демографија
Према попису становништва из 2010. у граду је живело 71 становника, што је -13 (-15.5%) становника више него 2000. године.
| Група             | 2000.      | 2010.      |
| Белци             | 79 (94,0%) | 63 (88,7%) |
| Афроамериканци    | 0 (0,0%)   | 6 (8,5%)   |
| Азијати           | 0 (0,0%)   | 0 (0,0%)   |
| Хиспаноамериканци | 5 (6,0%)   | 2 (2,8%)   |
| Укупно            | 84         | 71         |